# Мађари (Трново)
Мађари су насељено мјесто у општини Трново, Федерација БиХ, Босна и Херцеговина.

## Становништво
|         | 2013.       | 1991.       | 1981.       | 1971.       |
| Укупно  | 10 (100,0%) | 14 (100,0%) | 13 (100,0%) | 17 (100,0%) |
| Срби    | 5 (50,00%)  | 14 (100,0%) | 13 (100,0%) | 17 (100,0%) |
| Босанци | 3 (30,00%)  | –           | –           | –           |
| Бошњаци | 2 (20,00%)  | –           | –           | –           |